# Nneile Nkholise
Pour l’article homonyme, voir Nkholise.
Nneile Nkholise est une ingénieure mécanique sud-africaine. Elle est fondatrice de l'entreprise iMed Tech spécialisée dans la production et la distribution de prothèses dentaires et mammaires externes grâce à la conception assistée par ordinateur. Elle est également cofondatrice de 3DIMO entreprise visant à faciliter la gestion du bétail et des stocks de produits agricoles en Afrique du Sud et sur le tout le continent africain plus généralement. 

## Biographie

### Enfance et formations
Nneile Nkholise est née au Lesotho et a grandi en Afrique du Sud, à Thaba 'Nchu, ville de l'État-Libre, l'une des neuf provinces sud-africaines. Elle obtient un Bachelor of Technology (en) en génie mécanique puis un master en ingénierie à l'Université de Technologie Centrale de l'État-Libre situé à Bloemfontein. 

### Carrière
Elle commence sa carrière professionnelle en 2011 et travaille en tant qu'ingénieure mécanique dans le service des travaux publics et des infrastructures de l'État-Libre. Elle fonde sa première entreprise, iMed Tech, en 2015. Nneile Nkholise explique que l'idée lui est venue durant son travail de recherche de master. L'entreprise se spécialise dans la fabrication et la distribution de prothèses dentaires et mammaires externes en particulier pour les femmes ayant subi une ou des mastectomies après un cancer du sein. L'entreprise utilise la technologie CAO ou conception assistée par ordinateur et les prothèses sont moulées dans du silicone médical (en).
Elle cofonde également 3DIMO en 2018. L'entreprise est basée au Cap et se spécialise dans l'analyse de données et le suivi des bêtes d'élevage afin de faciliter pour les éleveurs sur tout le continent africain le contrôle de leur santé. L'application que l'entreprise a développé permet de créer une carte d'identité animale, elle sert également de marché dans lequel il est simple pour les éleveurs et agriculteurs de se procurer des marchandises agricoles ou investir dans le bétail,.
Elle a reçu de nombreux prix et reconnaissances à l'échelle du continent africain. Elle s’engage également dans la promotion est la création d’opportunités pour les femmes africaines dans le secteur de la santé en particulier dans la recherche et l’innovation.

## Prix et distinctions
- 2015 Prix de l'innovation sociale de la SAB Foundation qui récompense les entrepreneurs ou innovateurs ayant développé un prototype ou une entreprise pouvant résoudre un problème de société en Afrique du Sud[8],[5].
- 2017 Prix présidentiel pour la science, l'innovation et la technologie aux South African Youth Awards[1].
- 2017 SA Inspiring Fifty, distinction discernée à 50 femmes travaillant dans le domaine de la technologie en Afrique du Sud[9].
- 2018 Forbes Africa Under 30 — Technology, liste établie par le journal mettant en avant de jeunes entrepreneurs africains de moins de trente ans[10].